# Семенов Олександр Миколайович
Семенов Олександр Миколайович (* 1904) — інженер сільськогосподарських машин родом з Воронежу; з 1934 року завідувач кафедри механізації сільськогосподарських машин в Одеському сільськогосподарському інституті. Понад 100 друкованих праць.